# Bereżnica Niżna
Bereżnica Niżna – nieistniejąca już wieś w Polsce, położona w województwie podkarpackim, w powiecie leskim, w gminie Solina.
Od 1520–1570 istaniałą pod nazwą Braznicza, 1570–1977 Bereźnica Niżna (alt. Bereżnica Niższa), 1977–1981 Brzeźniczka, 1981–2009 ponownie Bereźnica Niżna. Od roku 2009 obowiązuje nazwa Bereżnica Niżna.

## Historia
Bereżnica Niżna, to wieś lokowana na prawie wołoskim w roku 1376  przez rodzinę Balów przybyłych do Rzeczypospolitej z Węgier.  Wieś prawa wołoskiego w latach 1551-1600, położona w ziemi sanockiej województwa ruskiego. W pierwszej połowie XVI wieku wieś przechodzi w ręce rodziny Kmitów, co potwierdza dokument sądowy z 1580 roku „O podziale dóbr leskich i sobieńskich Piotra Kmity – w dokumencie tym wymienia się wioskę jako istniejącą i przynależną do folwarku we wsi Myczkowce. Pierwsi osadnicy należeli do ludzi wybranych lub zasłużonych, ponieważ osadzani byli na dwóch łanach (46 ha). Pozostałe wioski tego okresu maksymalnie na 1–1,5 łanach. Wioska trzykrotnie była palona przez Tatarów w XVII wieku. Podczas ostatniego najazdu Tatarów, porwanych w jasyr mieszkańców oswabadzał Jan III Sobieski. Porwani nie wrócili jednak do swoich spalonych domów w Bereżnicy Niżnej i osiedli na dobrach swoich wybawicieli. Od roku 1640 do 1870 wioska jest  w rękach rodziny Zielińskich.  Ona też osadziła we wsi rodziny z ziemi krakowskiej i sandomierskiej oraz kilku rodzin ocalałych z pożogi tatarskiej jak np. Pilipy (Filipy). Wioska stała się dwu wyznaniowa. W XIX wieku etnografowie ze społeczności Rusnaków wyodrębnili 3 grupy etniczne – Łemków, Bojków i Hucułów, biorąc pod uwagę język i tradycje danej wsi z pominięciem pochodzenia i powiązań z innymi wioskami danego regionu, kościołem i jego obszarem terytorialnym dla poszczególnych parafii, gdzie tworzy się tradycję lokalną.
W połowie XIX wieku właścicielem posiadłości tabularnej w Bereźnicy Niższej był Tadeusz Urbański. Od II połowy XIX wieku lansuje się wioskę jako bojkowską, choć sama definicja Bojków odnosi się do Hryniaków – mieszkańców wyżej położonych wsi bieszczadzkich. Od 1897–1918 roku wielu mieszkańców BN wzięło udział w Wielkiej Emigracji Zarobkowej do Ameryki. Zarobione pieniądze lokowano w ziemię i nowe zabudowania gospodarcze. Wieś do 1913 roku wykupiła swoje grunty z rąk hr.Dzieduszyckiego. W 1916 Hawryło Zawojski ufundował w wiosce kaplicę pw. Opieki Matki Bożej, a jego żona Aurelia Zawojska (z d. Wójtów) cmentarz.
Po uzyskaniu przez Polskę niepodległości w 1918 roku wioska znalazła się ponownie w granicach Rzeczypospolitej. Sołtysem w okresie międzywojennym został Grzegorz Zawojski (gwarowo – Zawiski). Wieś zaczęła się zaludniać, gospodarze pracowali dorywczo przy drążeniu tunelu pod przyszłą zaporę w Myczkowcach. W 1937 roku kilka osób z wioski zostało zwerbowanych do pracy w łotewskich fabrykach.
We wrześniu 1939 roku wioska została włączona przez Niemców do Generalnego Gubernatorstwa. W 1941 roku Niemcy pozwolili otworzyć Szumiłowiczowi we wsi filialną placówkę Uhreckiej Szkoły Podstawowej dla dzieci i dorosłych.
W tym samym czasie Niemcy rozpoczęli wywózkę na roboty do Austrii i Niemiec młodzieży w wieku 14–18 lat. W okresie wojennym Niemcy testowali na gruntach folwarcznych uprawę nowych roślin oleistych na potrzeby walczącej armii, a istniejący w wiosce folwark Nowaków z Sanoka pełnił w latach 1939–1941 rolę strażnicy granicznej i żandarmerii, do której zgłaszali się miejscowi Żydzi. Ostatnich ukrywających się Żydów z Bereźnicy Niżnej przypadkowo złapała żandarmeria niemiecka w lipcu 1944 roku – trafili do Leska. Za wyzwolenie wsi przyjmuje się datę 16 września 1944 roku, kiedy to zmotoryzowana kolumna Armii Czerwonej przejechała przez wioskę w pogoni za wycofującymi się oddziałami niemieckimi z Bereski.
Wieś upadła dopiero po jej ponownym spaleniu 2 października 1945 przez NKWD i Wojsko Polskie, spalono wtedy 36 gospodarstw pośród 39 wcześniej istniejących. Jego przyczyną była przypadkowa potyczka sotni kurenia „Pruta” ze zwiadem konnym 34 pułk piechoty WP i wzięcie do niewoli rannego w potyczce dowódcy. Na prośbę mieszkańców wioski żołnierza puszczono wolno, a jeden z mieszkańców odwiózł go do szpitala w Lesku (p. Gnap). Incydent wykorzystało NKWD do zorganizowania akcji odwetowej z udziałem WP. Zamordowano 15 osób, w tym również dzieci.
Ostatnim sołtysem wsi był od 1940 do 1946 roku Krzysiak (gwarowo Kryszak). Po nim obowiązki sołtysa do maja 1947 roku pełnił p. Dmytro Wysoczański (Legionista z 1917 r.). W 1946 roku połowę rodzin wysiedlono na Ukrainę, a podczas akcji „Wisła” resztę mieszkańców wywieziono na tereny Pomorza Zach. Przed pierwszą akcją wysiedlenia mieszkańców na Ukrainę, NKWD zorganizowała prowokację z udziałem swoich przebierańców UPA i nad głowami ocalałych mieszkańców urządziła sobie potyczkę, po której zdesperowanym mieszkańcom podstawiono wozy i wywieziono do wsi Myczkowce, a stamtąd po selekcji do Uherc Mineralnych. Organy bezpieczeństwa na terenach Bieszczadów fałszowały wykazy wysiedlonych, np. w spisie wysiedlonych mieszkańców Bereżnicy Niżnej na Ukrainę widnieją mieszkańcy Bereżnicy Wyżnej i innych wiosek na łączna liczbę 120 osób. Rzeczywistych wysiedlonych mieszkańców wioski tam nie ma. W celu zatarcia zbrodni i usprawiedliwienia mordu szef Olszanickiej NKWD Sarajew spreparował dokument o istnieniu w Bereżnicy Niżnej 45-osobowej grupy bojowej SB UPA. Warto dodać, że grupy bojowe SB UPA składały się z 3–4 osób.
Wraz z rozpoczęciem akcji „Wisła” do obozu w Jaworznie trafiło dwóch młodych braci posądzonych o współpracę z UPA oraz brat jednego z zamordowanych podczas pacyfikacji. Byli w pierwszej dziewiątce osób, które jako pierwsze trafiły do organizowanego obozu, a jedynie dwójka najmłodszych przeżyła. Najstarszy z tej trójki zmarł z wycieńczenia w grudniu 1947 roku.
Najstarszy dostępny spis austriacki mówi, że w 1787 Bereżnicę Niżną zamieszkiwały rodziny:
1. Brindza
2. Zawoyski
3. Lazoryk /Łazoryk/
4. Maslanka / (Maślanka)
5. Mielnik
6. Michalik
7. Polny
8. Staszków
9. Tymczur
10. Filip (4 rodziny) (obecnie ta gałąź to Pilipy i Pilipko)

W 1945 roku z ww. rodzin pozostali we wiosce tylko Filipy (Pilipy), Zawojscy i Łazoryki. Ostatnia rodzina Mielników wyemigrowała do Stanów Zjednoczonych na początku lat 20. XX wieku (w 1923r.).
W 2019 r. ukazała się monografia wioski "Bereźnica Niżna 1376 - 1947" autorstwa Krzysztofa i Józefa Zawojskich.